# Stade Yishun
Le Stade Yishun (en anglais : Yishun Stadium, en malaisien : Stadium Yishun, en chinois : 义顺体育馆, et en tamoul : யீஷூன் ஸ்டேடியம்), est un stade omnisports singapourien, principalement utilisé pour le football et l'athlétisme, situé dans le quartier de Yishun, dans le nord de Singapour.
Le stade, doté de 3 400 places et inauguré en 1996, sert d'enceinte à domicile au club de football des Lion City Sailors.

## Histoire
Auparavant connu sous le nom de Yishun Sport and Recreation Centre, le stade est ouvert au public de 7h à 22h.

## Transports
Le stade se situe à 10 minutes à pied de la station de métro Khatib sur la North South line.

## Événements

### Matchs internationaux de football
| Date             | Compétition  | Équipes              | Score | Affluence |
| ---------------- | ------------ | -------------------- | ----- | --------- |
| 13 novembre 2014 | Match amical | Singapour — Laos     | 2-0   | —         |
| 17 novembre 2014 | Match amical | Singapour — Cambodge | 4-2   | 1 989     |